# Jan Staniszewski (zm. 1742)
Jan Józef Staniszewski herbu Pobóg (ur. ok. 1660, zm. 3 grudnia 1742 roku) – kasztelan wyszogrodzki w 1737 roku, chorąży łomżyński.
Ojciec Zygmunta Jana sędziego ziemskiego warszawskiego, Benedykta łowczego łomżyńskiego, Michała Ksawerego chorążego łomżyńskiego, Jana oficera wojsk polskich, Józefa podstolego łomżyńskiego oraz Marianny Kramkowskiej.
10 lipca 1737 roku podpisał we Wschowie konkordat ze Stolicą Apostolską. Był stronnikiem Czartoryskich.